# KGP–9
A KGP–9 a FÉG által kifejlesztett, nagy tűzerejű, közelharcra szolgáló, 9 mm-es géppisztoly. 1993-ban mutatták be először, 2000-től gyártották kis sorozatban.

## Története
Magyarországon az 1980-as években a fegyveres erőknél és szerveknél nem volt rendszeresítve géppisztoly, így a FÉG-nél 1986-ban kiírt pályázat elsősorban rendészeti és önvédelmi feladatok ellátására alkalmas sorozatlövő fegyver kifejlesztését célozta meg. A fejlesztést az elterjedt és jó ballisztikai tulajdonságokkal rendelkező 9 × 19 mm-es Parabellum lőszerre alapozták. A fegyvert Horváth Zoltán gépészmérnök, a FÉG konstruktőre tervezte. Az első mintapéldányok 1988-ban készültek el, akkor még Komondor fantázianévvel. A Haditechnikai Intézetben elvégzett vizsgálatok alapján a fegyvert hadi használatra alkalmasnak minősítették, de az évtized végének politika változásai miatt rendszeresítésére a fegyveres erőknél nem került sor. A Belügyminisztérium érdeklődése nyomán 1993-ban a fegyverrel, amely ekkor már a KGP–9 típusjelzést viselte, további sikeres teszteket végeztek. A fegyverből készült kisebb sorozatok csapatpróbára kerültek. A fegyver hátrányos tulajdonságát látva a Rendőrség nem rendszeresítette, helyette inkább külföldi géppisztolyokat vásárolt. A gyártó FÉG, illetve annak jogutódja, a FÉGARMY gazdasági nehézségei miatt nagyobb sorozat a fegyverből nem készült. Legnagyobb számban a Büntetés-végrehajtási szervezet alkalmazza a KGP–9-t. A Magyar Honvédség 2004-ben rendszeresítette.

## Szerkezeti kialakítása
A géppisztoly szabad tömegzáras rendszerű, egyes- és sorozatlövés leadására alkalmas. Géppisztolyoknál szokatlan jellemzője, hogy a cső cserélhető, és az alapcsövön kívül egy hosszabb fegyvercső is beszerelhető. A tokja és a tokfedél préselt acéllemezből készül, belső megerősítéssel. A mellső műanyag markolata leszerelhető, helyére lézeres célmegjelölőt vagy lámpát lehet illeszteni. Az AK gépkarabélyokra jellemző  belső kakasos elsütőszerkezettel rendelkezik. A kombinált tűzváltó-biztosító a sátorvas alatt, az elsütőbillentyű előtt helyezkedik el. Középső állásban biztosított helyzetben tartja a zárat, a középhelyzettől jobbra tolva sorozatlövés, balra tolva pedig egyeslövés adható le a fegyverből. A zár felhúzó karja a bal oldalon található. Lemezből készített egyenes, kétsoros szekrénytárja 25 db lőszer befogadására alkalmas. A tár rögzítése az AK-nál megszokott szerkezettel történik. A kiürült tár lövés után hátsó helyzetében rögzíti a zárat, de az üres tár eltávolításakor a zár előreugrik. Irányzéka 50 és 150 m-es lőtávolságra állítható. Nagy tűzgyorsasága miatt, minimum 3–4-es sorozat lőhető a fegyverrel.